# 덕소자연사박물관
덕소자연사박물관(德沼自然史博物館, Duk-So Natural History Mueseum)은 경기도 남양주시에 위치한 사립 자연사 박물관이다. 30여 개국에서 수집한 진본 공룡 5점 등을 관람할 수 있으며, 생태공원을 조성하여 조류, 포유류와 어류 등의 동물을 사육하고 있는 것이 특징이다.

## 전시실
- 1층 : 광물전시관, 수석전시관, 해양어패류전시관
- 2층 : 화석전시관, 곤충&식물전시관, 동물박제전시관, 공룡전시관

## 이용 안내
- 관람시간 : 10:00 ~ 18:00 (3월 ~ 11월), 10:00 ~ 17:00 (12월 ~ 2월) (월요일, 1월 1일, 설날, 추석 당일 휴관)
- 관람료 : 7,000원 (성인), 6,000원 (어린이·청소년), 3,500원 (군인·장애인)